# خيسوس توسكانيني
خيسوس توسكانيني (بالإسبانية: Jesús Toscanini)‏ هو لاعب كرة قدم أوروغواياني في مركز الهجوم، ولد في 11 ديسمبر 1987 في روجا، أوروغواي ‏ في الأوروغواي. لعب مع Rocha F.C. ‏.

## وصلات خارجية
- خيسوس توسكانيني على موقع قاعدة بيانات كرة القدم.إي يو (الإنجليزية)
- خيسوس توسكانيني على موقع Soccerway.com (الإنجليزية)
- خيسوس توسكانيني على موقع AS.com (الإسبانية)